# Itanos
Itanos (in greco Ίτανος?) è un ex comune della Grecia nella periferia di Creta (unità periferica di Lasithi) con 2 514 abitanti secondo i dati del censimento 2001.
È stato soppresso a seguito della riforma amministrativa, detta programma Callicrate, in vigore dal gennaio 2011 ed è ora compreso nel comune di Sitia.
Si estende sull'estremo lembo nord-est dell'isola di Creta. Vi si trovano innumerevoli vestigia dell'epoca minoica.

## Geografia fisica

### Territorio
È prevalentemente montuoso, con brevi tratti pianeggianti lungo le coste. Queste sono molto frastagliate e formano innumerevoli golfi e baie, sia sulla costa nord lambita dal Mare di Karpathos sia sulla costa orientale che si affaccia sul Mar Libico. Al comune di Itanos appartiene la smilza penisola di Sidero, le cui coste sono ugualmente articolate nonostante le ridotte dimensioni.

### Clima
Il clima è di tipo mediterraneo con caratteristiche tropicali lungo le coste orientali. Gli inverni sono assai miti, le precipitazioni scarse e le estati torride, temperate solo nei giorni in cui soffiano i venti meltemi.

## Economia
L'economia del comune di Itanos si fonda soprattutto su agricoltura e turismo. Una voce importante dell'economia locale è la produzione di olio di oliva, come attestano le grandi distese di oliveti e i numerosi frantoi dislocati sul territorio e che lavorano a pieno ritmo nella stagione della raccolta.

## Centri abitati

### Paleocastro
Paleocastro è la sede del municipio. È il villaggio più popoloso della zona situato nel mezzo di una piccola piana costiera della costa orientale, ricca di testimonianze della civiltà minoica.

### Zakros
Zakros è un villaggio di 800 abitanti, il secondo per numero di abitanti dopo il capoluogo cui è unito da una carrozzabile di 20 km. Da qui una strada di 8 km conduce al sito archeologico di Kato Zakros. La sua economia si fonda sulla produzione ed esportazione di olio d'oliva.

## Siti archeologici
Il comune di Itanos è un territorio assai ricco di vestigia archeologiche, anche se poche sono state oggetto di esplorazioni sistematiche.

### Kato Zakros
Zakros è di gran lunga il sito archeologico più interessante del comune. Si tratta di un palazzo minoico, quarto per estensione, le cui rovine si estendono sulla riva del mare, in un golfo protetto della costa orientale, ai confini con il comune di Lefki. I reperti trovati (oggetti in avorio, monete) attestano un commercio lucroso con i paesi del Vicino Oriente. Il primo palazzo fu costruito intorno al 1900 a.C. ed un altro più recente nel 1600 a.C. Fu distrutto ed abbandonato nel 1450 a.C., come avvenne per il più famoso Palazzo di Cnosso. Il palazzo di Kato Zakros era il centro amministrativo, religioso e finanziario; intorno all'aula centrale sono state rinvenute le vestigia della sala dei banchetti e della sala del tesoro. La città si estendeva all'intorno. Gli scavi hanno un'estensione di 8000 m².
Nella vicina "gola dei morti", percorsa dalla strada che dall'altopiano scende a Kato Zakros, sono state scoperte nelle grotte dei monti circostanti tombe di epoca coeva al palazzo. Queste, come le rovine del palazzo, erano state visitate dall'ammiraglio inglese Thomas Spratt nella prima metà del XIX secolo, che ne lasciò un'ampia descrizione nel suo libro Viaggi e ricerche a Creta, che fu poi pubblicato nel 1853. Grazie alle sue testimonianze, la scuola archeologica inglese iniziò gli scavi nel 1901 sotto la guida di D. G. Hogarth. La squadra non riuscì ad individuare il palazzo, che fu trovato invece 60 anni più tardi da una missione successiva finanziata dall'americano H. Pomerance. Tutti gli oggetti rinvenuti nella zona sono esposti al museo archeologico di Iraklio.

### Itanos
Itanos è un antico porto che aveva contatti soprattutto con l'Egitto. Le rovine si trovano a 27 km da Sitia, vicino al palmeto di Vai, in località Ermoupoli. La città è menzionata da Erodoto. Le sue origini però sono molto più antiche e risalgono alla preistoria. Il suo porto costituiva una tappa sulle vie commerciali tra Occidente e paesi del vicino e Medio Oriente. Oggetto del commercio erano le spugne, la porpora e il vetro. Itanos dominava la parte orientale di Creta. Il commercio arricchì la città così come i proventi che le assicurava il tempio di Zeus Diktaios che si trovava a Paleocastro. In epoca ellenistica si trovò in contrasto con altre città di questa zona, come Ieraptina, l'odierna Ierapetra. Almeno in due fasi, nel III e nel II secolo a.C., gli abitanti di Itanos fecero ricorso al supporto dei sovrani d'Egitto, Tolomeo II Filadelfo e Tolomeo VI, per assicurarsi protezione sull'isola in cambio della concessione di un appoggio navale strategico per i Tolomei. Una guarnigione tolemaica è attestata a Itanos sotto Tolomeo IV e Tolomeo VI, dopo la morte del quale le truppe tolemaiche si ritirarono dall'isola. Le dispute fra le varie città cretesi cessarono quando Creta fu conquistata dai Romani nel 67 a.C. Roma concesse alla città alcuni privilegi, come quello di coniare monete proprie. Fu abbandonata in epoca bizantina sicuramente a causa dei pirati che infestavano l'Egeo. Fu popolata per un breve periodo nel XVI secolo al tempo del dominio veneziano, come mostra il fatto che il suo nome appare nei censimenti dell'epoca.

### Roussolakos
Roussolakos è un sito di epoca minoica all'estremità meridionale del litorale di Paleocastro. Era una città densamente popolata ma priva di mura. Fiorì soprattutto nel tardo periodo minoico, ma vi sono state trovate tracce del primo e medio periodo minoico. Come i palazzi di Cnosso, Kato Zakros, Festo anche questa città fu abbandonata dai suoi abitanti intorno al 1450 a.C. Fu ripopolata nell'ultimo periodo minoico. A nord-est della città fu individuato il santuario di Zeus Dikteo, che fu poi sotto la giurisdizione della città di Itanos e il cui culto durò fino al IV secolo d.C. Un'iscrizione con il testo dell'inno a Zeus fu trovata nei pressi del santuario. I reperti furono portati al museo di Sitia. Tra questi spicca una statuetta di Kouros in avorio ed oro.

### Elia
Sito vicino al litorale di Chionia, a 2 km dal capoluogo Paleocastro, Elia è un altro sito di epoca minoica. Vi sono stati rinvenuti numerose monili, vasi e statuine, che sono ora esposti al museo archeologico di Sitia.

### Magasa
Magasa è un villaggio montano situato nella parte orientale dell'isola di Creta. Collocato a poca distanza dal centro abitato di Paleocastro, è un importante sito archeologico risalente al periodo neolitico.
Secondo gli storici, gli antichi abitanti di Magasa provenivano dalle coste della Grecia o della Turchia. L'etimologia del nome è sconosciuta: per qualcuno deriverebbe dal nome di una famiglia.
In un censimento risalente alla dominazione veneziana del 1583 il villaggio di Magasa non è citato, forse perché distrutto dalle frequenti incursioni dei pirati turchi. In ogni caso è riportato sulle carte geografiche del tempo e, sicuramente, nel censimento turco del 1670, dove è indicato come Mankasa, con 17 nuclei famigliari soggetti a "harec" (doveri) militari e fiscali.
Gli scavi archeologici iniziati nel 1905 dal ricercatore scozzese Richard M. Dawkins della British School of Archaeology at Athens misero in luce i resti di una grande abitazione composta da numerose stanze, lame di ossidiana, pietre levigate, assi di pietra, una macina, ossa umane e frammenti di ceramica grossolana appartenenti a un equivalente stadio di cultura riscontrato nella grotta di Gezer in Palestina.
I lavori furono poi continuati da L.H. Sackett e M.R. Popham nel 1962-1963, e da J.A. MacGillivray, L.H. Sackett, J.M. Driessen sino al 1983.

## Località turistiche

### Vai
Vai è un breve litorale contornato da un palmeto molto frequentato nei mesi estivi. La leggenda vuole che le palme siano state piantate al tempo del dominio arabo da un signore della zona che tentò così di attutire la nostalgia per la sua patria.

### Kouremenos
Kouremenos è una località del litorale vicino Paleocastro, apprezzata dai turisti che praticano il windsurfing per via dei venti che vi soffiano impetuosi d'estate, in media dai 20 ai 40 nodi quasi tutti i giorni.